# قعفور (سليانة)
قعفور إحدى مدن الجمهورية التونسية، وهي مركز لمعتمدية تابعة لولاية سليانة في إقليم الشمال الغربي.
تأسست معتمديــة قعفور سنة : 1956 وتأسست البلدية بعدها بسنة واحدة أي سنة : 1957
وتبلغ مساحتها الجمليّة 55 ألف هكتار.
ويطلق عليها قلعة النضال في تونس لما شهدته من تحركات ضد نظام بن علي وهي مسقط رأس رمز المقاومة والنضال نبيل بركاتي وتحتفل قعفور باليوم الوطني لمناهضة التعذيب 8 مايو من كل سنة.

## الحدود
شمالا :معتمدية الكــريب + تبرسق *** غربا : معتمدية بورويس *** جنوبا : سليانة الشمالية*** شرقا : العروسة + بوعرادة.

## عدد السكّان
عدد السكان : 17963 / 9358 بالمنطقة البلدية + 8605 بالأرياف المجاورة
عدد الاسر : 4239 / عدد المساكن : 4700.
ويطلق عليها قلعة النضال في تونس

## التعليم بقعفــور
المعاهد الثانوية : 02 – المدارس الإعدادية : 02—مدارس المهن : 01 –
المدارس الابتدائية : 13

## انظر أيضا

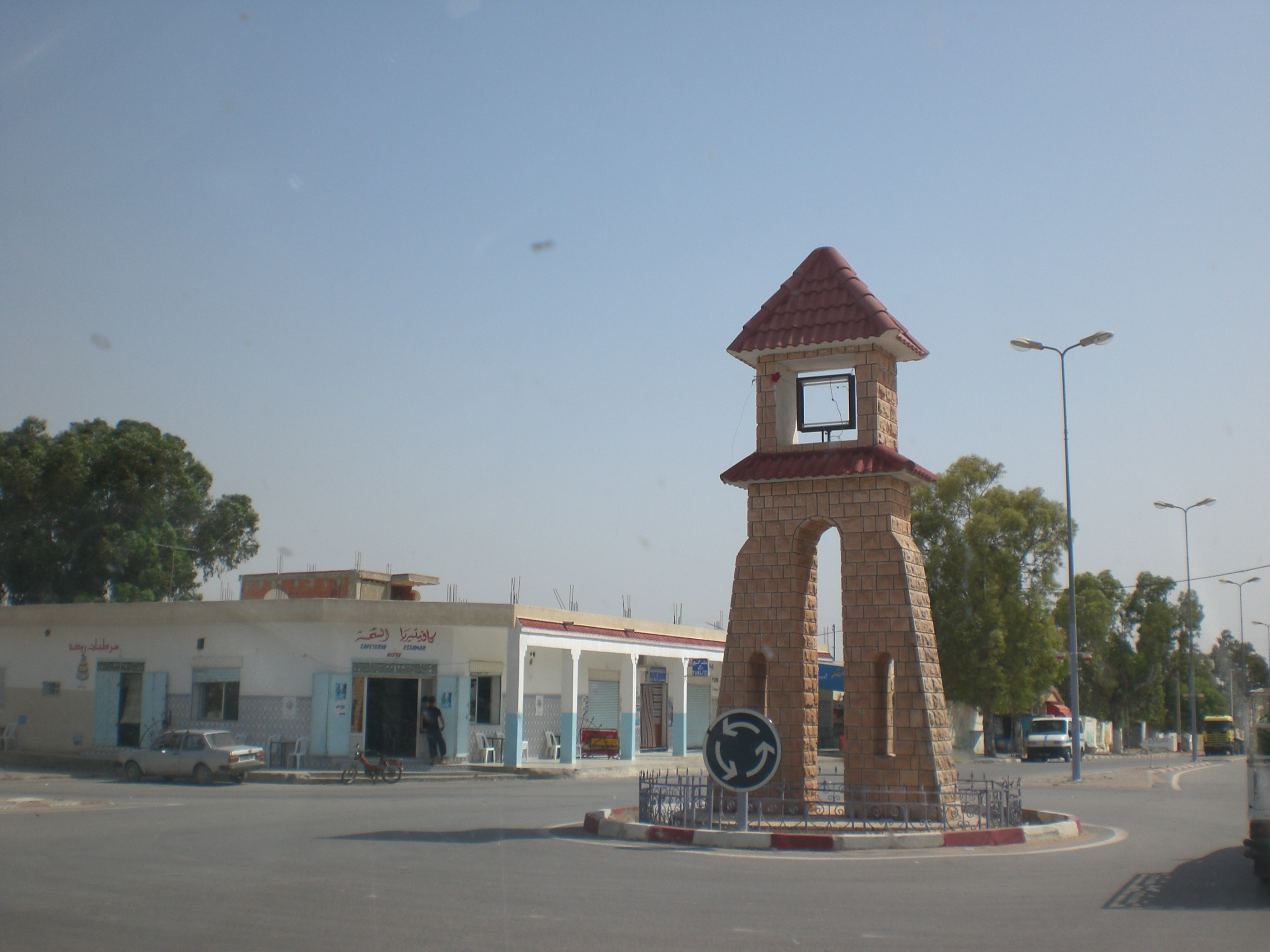
مدينة قعفور

## أعلام
- نبيل بركاتي
- مروة الرحالي